# Матеја Масларевић
Матеја Масларевић (Чачак, 12. октобра 2000) српски је фудбалски голман. Тренутно наступа за Борац из Чачка.

## Каријера
Као рођени Чачанин, Масларевић је прошао млађе категорије локалног Борца. Са матичним клубом потписао је свој први професионални уговор у марту 2018. године, а убрзо затим прикључен је првом тиму, као трећи голман у наставку сезоне 2017/18. Суперлиге Србије. После испадања Борца из највишег степена фудбалског такмичења у Србији, те одласка дотадашњег капитена Владимира Бајића из клуба, Масларевић је, уз искуснијег Сашу Мишића, остао као опција за Прву лигу Србије. Након повреде Мишића, до тада првог голмана, у трећем колу такмичења за сезону 2018/19, против екипе Новог Пазара, Масларевић је остао једини голман у сениорском погону, услед забране регистрације нових играча. Свој први званични наступ, Масларевић је забележио 29. августа 2018, у поразу од Бежаније на домаћем терену, резултатом 3 : 0. До краја те сезоне уписао је укупно 15 наступа, укључујући лигашки део такмичења, као и сусрете Купа Србије, против ужичке Слободе и крушевачког Напретка.
Након иступања из Прве лиге Србије, пред почетак такмичарске 2019/20, састав Борца је, уз промене у играчком кадру, заузео место Прова у нижем степену такмичења. Масларевић је тако, у својству бонус играча, такмичење у Српској лиги Запад започео као први голман екипе.

## Статистика

#### Клупска
| Клуб        | Сезона   | Лига              | Лига    | Лига   | Национални куп | Национални куп | Европа  | Европа | Остало  | Остало | Укупно  | Укупно |
| Клуб        | Сезона   | Дивизија          | Наступа | Голова | Наступа        | Голова         | Наступа | Голова | Наступа | Голова | Наступа | Голова |
| ----------- | -------- | ----------------- | ------- | ------ | -------------- | -------------- | ------- | ------ | ------- | ------ | ------- | ------ |
| Борац Чачак | 2017/18. | Суперлига Србије  | 0       | 0      | —              | —              | —       | —      | —       | —      | 0       | 0      |
| Борац Чачак | 2018/19. | Прва лига Србије  | 13      | 0      | 2              | 0              | —       | —      | —       | —      | 15      | 0      |
| Борац Чачак | 2019/20. | Српска лига Запад | 16      | 0      | —              | —              | —       | —      | —       | —      | 16      | 0      |
| Борац Чачак | Укупно   | Укупно            | 29      | 0      | 2              | 0              | —       | —      | —       | —      | 31      | 0      |

- Ажурирано 25. новембра 2019. године.